# 2111 Tselina
2111 Tselina је астероид главног астероидног појаса. Приближан пречник астероида је 24,5 ,
а средња удаљеност астероида од Сунца износи 3,018 астрономских јединица (АЈ).
Инклинација (нагиб) орбите у односу на раван еклиптике је 10,489 степени, а орбитални период износи 1915,840 дана (5,245 година). Ексцентрицитет орбите астероида износи 0,091.
Апсолутна магнитуда астероида износи 10,45 а геометријски албедо 0,193.
Астероид је откривен . 1962. године.